# Димитър Жостов
Димитър Андонов Жостов е български военен деец, генерал-майор и политик.

## Биография
Димитър Жостов е роден на 16 септември 1868 г. в неврокопското село Гайтаниново. Син е на Андон Жостов и брат на Константин Жостов и Спас Жостов. Завършва с втория випуск на Солунската българска мъжка гимназия в 1887 година, а през 1890 година завършва Военното на Негово Княжеско Височество училище и на 2 август е произведен в чин подпоручик, а на 21 август 1893 г. в чин поручик. Служи в 1-ви конен полк. Влиза в редовете на Македонския комитет. Участва в Четническата акция като войвода на един от отрядите на организацията.
В 1897 година завършва право в Софийското висше училище и става военен прокурор. През 1900 г. е произведен в чин капитан, от 15 май 1907 г. е майор, а от 5 април 1912 г. – подполковник. Служи като помощник-прокурор в Шуменския военен съд, следовател в Русенския военен съд и като председател на Софийския военен съд.
Подполковик Жостов взема участие в Балканската (1912 – 1913) и Междусъюзническа война (1913), след което на 2 август 1915 г. е произведен в чин полковник. През Първата световна война (1915 – 1918) полковник Жостов е началник на военносъдебната част на Втора армия, след което е началник на военносъдебната част. След войната на 27 ноември 1918 е произведен в чин генерал-майор и през 1919 г. е уволнен от служба.
Избран е на изборите на 29 май 1927 година за депутат в XXII обикновено народно събрание (1927 – 1931) с листата на Демократическия сговор от Неврокопска избирателна околия. На 17 юли 1927 година народните представители от Горноджумайска, Неврокопска и Петричка околия в частно заседание се обособяват в отделна парламентарна група с председател д-р Иван Каранджулов и секретар Ангел Узунов, запасен член на Задграничното представителство на ВМРО. Член-учредител е на Македонския научен институт.
Генерал-майор Димитър Жостов умира на 21 декември 1935 година в София. Погребан е в Централните софийски гробища.

## Военни звания
- Подпоручик (2 август 1890)
- Поручик (2 август 1893)
- Капитан (1900)
- Майор (15 май 1907)
- Подполковник (5 април 1912)
- Полковник (2 август 1915)
- Генерал-майор (27 ноември 1918)

## Трудове
- „Негово величество невежеството“ (1923), сборник с фейлетони
- „Негово превъзходителство социалното безгрижие“ (1929), сборник с фейлетони
- „Псалом що в Библията го нема“,в-к „Свободна Македония“, година II, бр. 55, София, 25 април 1924 година

## Родословие
|  |  |                                 |                                 |                                 |                                 | Стойо Жостов                    | Стойо Жостов                    | Стойо Жостов | Стойо Жостов | Стойо Жостов                 | Стойо Жостов                 |                              |                              | Иванка Сарафова              | Иванка Сарафова              | Иванка Сарафова | Иванка Сарафова | Иванка Сарафова           | Иванка Сарафова           |                           |                           |                           |                           |  |  |  |  |  |  |  |  |  |  |  |  |  |  |  |  |
|  |  |                                 |                                 |                                 |                                 | Стойо Жостов                    | Стойо Жостов                    | Стойо Жостов | Стойо Жостов | Стойо Жостов                 | Стойо Жостов                 |                              |                              | Иванка Сарафова              | Иванка Сарафова              | Иванка Сарафова | Иванка Сарафова | Иванка Сарафова           | Иванка Сарафова           |                           |                           |                           |                           |  |  |  |  |  |  |  |  |  |  |  |  |  |  |  |  |
|  |  |                                 |                                 |                                 |                                 |                                 |                                 |              |              |                              |                              |                              |                              |                              |                              |                 |                 |                           |                           |                           |                           |                           |                           |  |  |  |  |  |  |  |  |  |  |  |  |  |  |  |  |
|  |  |                                 |                                 |                                 |                                 |                                 |                                 |              |              | Андон Жостов (1842 – 1903)   |                              |                              |                              |                              |                              |                 |                 |                           |                           |                           |                           |                           |                           |  |  |  |  |  |  |  |  |  |  |  |  |  |  |  |  |
|  |  |                                 |                                 |                                 |                                 |                                 |                                 |              |              |                              |                              |                              |                              |                              |                              |                 |                 |                           |                           |                           |                           |                           |                           |  |  |  |  |  |  |  |  |  |  |  |  |  |  |  |  |
|  |  |                                 |                                 |                                 |                                 |                                 |                                 |              |              |                              |                              |                              |                              |                              |                              |                 |                 |                           |                           |                           |                           |                           |                           |  |  |  |  |  |  |  |  |  |  |  |  |  |  |  |  |
|  |  | Константин Жостов (1867 – 1916) | Константин Жостов (1867 – 1916) | Константин Жостов (1867 – 1916) | Константин Жостов (1867 – 1916) | Константин Жостов (1867 – 1916) | Константин Жостов (1867 – 1916) |              |              | Димитър Жостов (1868 – 1935) | Димитър Жостов (1868 – 1935) | Димитър Жостов (1868 – 1935) | Димитър Жостов (1868 – 1935) | Димитър Жостов (1868 – 1935) | Димитър Жостов (1868 – 1935) |                 |                 | Спас Жостов (1881 – 1925) | Спас Жостов (1881 – 1925) | Спас Жостов (1881 – 1925) | Спас Жостов (1881 – 1925) | Спас Жостов (1881 – 1925) | Спас Жостов (1881 – 1925) |  |  |  |  |  |  |  |  |  |  |  |  |  |  |  |  |